# Inclinación magnética
La inclinación magnética o ángulo de inmersión es el ángulo que forma el campo magnético terrestre con el plano horizontal tangente a la superficie de la Tierra. Este ángulo varía en diferentes puntos de la superficie del planeta. Por convenio, valores positivos de la inclinación indican que el campo magnético de la Tierra en el punto de medición está apuntando hacia abajo (hacia el interior de la Tierra), y valores negativos indican que apunta hacia arriba. La inmersión es el ángulo formado por la aguja de una brújula sostenida verticalmente con la horizontal, aunque en la práctica las agujas de las brújulas ordinarias pueden no estar correctamente equilibradas o no ser capaces de moverse libremente en el plano correcto. Este valor puede medirse fiablemente con un instrumento especial denominado como círculo de inclinación.
El ángulo de inmersión fue descubierto por el ingeniero Georg Hartmann en 1544. Un método de medición con un círculo de inmersión fue descrito por Robert Norman en Inglaterra en 1581.

## Explicación

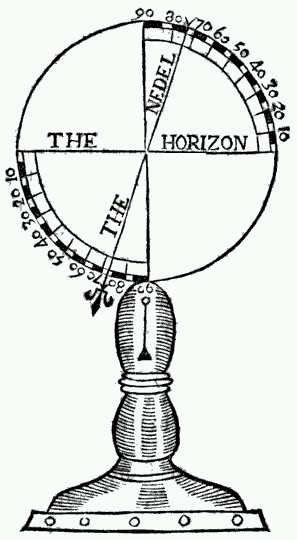
Ilustración del aparato para medir la inclinación magnética, del libro de Robert Norman The Newe Attractive (1581)

La inclinación magnética resulta de la tendencia de los objetos imantados de alinearse con las líneas de fuerza de un campo magnético. Como líneas de fuerza del campo magnético de la Tierra no son paralelas a la superficie, el extremo norte de la aguja de una brújula apuntará hacia abajo en el hemisferio norte (inmersión positiva) o hacia arriba en el hemisferio sur (inmersión negativa). La gama de inmersión es de -90 grados (en el Polo Sur magnético) a +90 grados (en Polo Norte magnético). Las líneas de contorno en las que la inmersión medida sobre la superficie de la Tierra tiene un valor dado se conocen como isolíneas. El lugar geométrico de los puntos con inmersión cero se denomina ecuador magnético o línea aclínica.

## Importancia práctica
El fenómeno es especialmente importante en la aviación, y puede causar que la brújula de un avión pueda dar lecturas erróneas durante giros con el avión inclinado y cambios de velocidad. Los últimos errores se producen porque la brújula se inclina sobre su montura cuando experimenta una aceleración.
Las agujas de las brújula se lastran a menudo durante su fabricación para compensar la inclinación magnética, para que queden equilibradas más o menos horizontalmente. Este equilibrio depende de la latitud (véase: brújula).
Sin embargo, la sustitución de las brújulas magnéticas primero por sistemas de orientación inerciales (como los giróscopos) y después por sistemas georeferenciados (como el GPS), han minimizado la importancia práctica de estos problemas.